# Vastar
Vastar (バスター?, Basutā) è uno sparatutto a scorrimento per arcade sviluppato da Orca Corporation e pubblicato da Sesame Japan (marchio di Fuji Kosan) nel 1983, esclusivamente in Giappone.

## Modalità di gioco
Il giocatore impersona Vastar, un robot volante da combattimento realizzato nel 2956 dagli scienziati della Terra, allo scopo di proteggere il pianeta dall'invasione messa in atto dall'Impero Galattico. L'obiettivo di egli è quindi annientare i nemici metallici che incontra strada facendo.
Vastar viene controllato con il joystick a otto direzioni e due pulsanti; il primo viene usato appunto per sparare mentre il secondo, tenendolo premuto, attiva uno scudo. Sebbene la portata sia limitata, questo suddetto scudo lo protegge dagli attacchi del nemico e dai nemici deboli con poca resistenza. Mentre il giocatore tiene lo scudo attivo, la barra visualizzata sulla parte superiore dell'interfaccia continuerà a diminuire e quando raggiungerà lo 0, esso non sarà più utilizzabile e Vastar si trasforma in un dirigibile. L'unico modo per il giocatore di farlo tornare alla sua forma predefinita è quello di raggiungere la sua base, così che anche lo scudo si carichi completamente. Vastar perde una vita nel caso venisse distrutto dal contatto o dall'attacco nemico, e quando tutte le sue vite sono esaurite, la partita termina.